# Jaique Ip
To je ime in priimek kitajske osebe; priimek je Ip.
Ip Wan-in Jaique, v zahodnih medijih pogosto imenovana Jaique Wan-in Ip, hongkonška igralka snookerja, * 15 januar 1980.
Ipova je leta 2006 na IBSF Svetovnem amaterskem prvenstvu v Amanu, Jordanija, osvojila srebrno medaljo, potem ko je v finalu izgubila z 0-5 proti Belgijki Wendy Jans. Naskok na zlato je uprizorila tudi naslednje leto, a je tedaj obstala v polfinalu. Ipova je zastopala Hongkong na Azijskih dvoranskih igrah 2007 in v snookerju med posameznicami osvojila bronasto kolajno. Leta 2008 je zmagala na WLBSA svetovnem prvenstvu med dvojicami. Skupaj s partnerko Pam Wood sta v finalu porazili Chris Sharpe in Lauro Alves.